# Jackson (Kentucky)
Jackson é uma cidade localizada no estado americano de Kentucky, no Condado de Breathitt.

## Demografia
Segundo o censo americano de 2000, a sua população era de 2490 habitantes.
Em 2006, foi estimada uma população de 2414, um decréscimo de 76 (-3.1%).

## Geografia
De acordo com o United States Census Bureau tem uma área de
7,1 km², dos quais 6,9 km² cobertos por terra e 0,2 km² cobertos por água. Jackson localiza-se a aproximadamente 220 m acima do nível do mar.

## Localidades na vizinhança
O diagrama seguinte representa as localidades num raio de 36 km ao redor de Jackson.